# Sân bay quốc tế Fort Lauderdale – Hollywood
Sân bay quốc tế Fort Lauderdale – Hollywood (IATA: FLL, ICAO: KFLL, LID FAA: FLL) là một sân bay thương mại quốc tế nằm ở Broward, tiểu bang Florida, Hoa Kỳ, cự ly 5 km về phía tây nam khu kinh doanh trung tâm của Fort Lauderdale. Sân bay cũng nằm gần thành phố Hollywood và là 21 dặm (33,7 km) về phía bắc của Miami.
Trong năm 2010, sân bay đã phục vụ 22.412.627 lượt hành khách (6,4% tăng so với năm 2009) bao gồm cả hành khách quốc tế 3.447.393 (13,9% tăng so với năm 2009). Mặc dù 2010 cho thấy tăng trưởng đáng kể trong giao thông. Từ tháng 1 đến tháng 12 năm 2010, năm hãng hàng không hàng đầu về thị phần là: Spirit Airlines với mức 19,8%; Southwest Airlines với 15,9%; JetBlue Airways với 14,8%; Delta Air Lines với mức 14,7%; và US Airways với mức 7,4%. Vào thời điểm đó, FLL đã được xếp hạng là sân bay bận rộn thứ 22 (về lưu lượng hành khách) tại Hoa Kỳ cũng như của quốc gia 15 cửa ngõ hàng không quốc tế bận rộn nhất. Sân bay này cũng được xếp là một trong 50 sân bay bận rộn nhất trên thế giới.
Sân bay quốc tế Fort Lauderdale – Hollywood có vai trò như một thành phố tập trung cho Allegiant Air, JetBlue Airways, Caribbean Airlines. Sân bay này là cơ sở lớn nhất cho Spirit Airlines, chủ yếu phục vụ các tuyến nội địa và quốc tế của hãng này. Nó cũng là một trung tâm cho Gulfstream International Airlines dưới tên Continental Connection và Lynx Air International. Do sân bay nằm gần cảng tàu du lịch tại Port Everglades cũng đã làm cho nó phổ biến đối với khách du lịch đi vùng biển Caribbean. 
Từ tháng 3 năm 2010 qua tháng 2 năm 2011, năm hãng hàng không hàng đầu về thị phần là: Southwest Airlines chiếm 19,10%; Delta Airlines tại 17,0%; JetBlue Airways tại 16,5%; US Airways ở mức 8,7% và Continental Airlines đạt mức 7,2%. 

## Hãng hàng không và tuyến bay

### Các tuyến bay thường lệ
| Hãng hàng không                                                       | Các điểm đến | Nhà ga/Hành lang |
| --------------------------------------------------------------------- | --- | ---------------- |
| Air Canada                                                            | Montréal-Trudeau, Toronto-Pearson Theo mùa: Ottawa | 2-D              |
| Air Sunshine                                                          | Guantanamo Bay | 4-J              |
| Air Transat                                                           | Theo mùa: Montréal-Trudeau, Quebec City, Toronto-Pearson | 4-H              |
| Aires                                                                 | Bogota | 4-H              |
| AirTran Airways                                                       | Allentown/Bethlehem, Atlanta, Baltimore, Columbus (OH), Harrisburg, Indianapolis, Lexington (KY), Milwaukee, Pittsburgh | 1-C              |
| Allegiant Air                                                         | Elmira, Grand Rapids, Greenville (SC), Huntington (WV), Knoxville, Plattsburgh (NY), Savannah (GA) [ends July 24] | 1-B              |
| American Airlines                                                     | Chicago-O'Hare, Dallas/Fort Worth, New York-JFK, Port-au-Prince | 3-F              |
| Avianca                                                               | Bogotá | 4-H              |
| Bahamasair                                                            | Freeport, Nassau | 3-E              |
| Bimini Island Air                                                     | Bimini, Marsh Harbour, North Eleuthera, Freeport, Nassau, Treasure Cay | 4-J              |
| CanJet                                                                | Theo mùa: Halifax, Montréal-Trudeau, Quebec City, Toronto-Pearson | 3-E              |
| Caribbean Airlines                                                    | Port of Spain | 4-H              |
| Caribbean Airlines cung ứng bởi Air Jamaica                           | Kingston, Montego Bay | 4-H              |
| Condor                                                                | Frankfurt | 2-D              |
| Continental Airlines                                                  | Chicago-O'Hare, Cleveland, Houston-Intercontinental, Newark Theo mùa: Denver | 1-C              |
| Continental Connection cung ứng bởi Gulfstream International Airlines | Andros Town, Freeport, Governor's Harbour, Great Exuma Island, Key West, Marsh Harbour, Nassau, New Bight, North Eleuthera Theo mùa: South Bimini, Tallahassee, Tampa, Treasure Cay | 1-C              |
| Delta Air Lines                                                       | Atlanta, Cincinnati/Northern Kentucky, Detroit, Memphis, Minneapolis/St. Paul, New York-JFK, New York-LaGaurdia Theo mùa: Hartford, Salt Lake City | 2                |
| Delta Connection cung ứng bởi Atlantic Southeast Airlines             | Tallahassee | 2-D              |
| Frontier Airlines                                                     | Denver | 1-B              |
| Frontier Airlines cung ứng bởi Republic Airlines                      | Theo mùa: Milwaukee | 1-B              |
| JetBlue Airways                                                       | Austin, Boston, Buffalo, Cancún, Hartford, Los Angeles, Nassau, New York-JFK, New York-LaGuardia, Newark, Newburgh, Raleigh/Durham, Richmond, San Francisco, San Juan, Santo Domingo, Washington-Dulles, Washington-National, White Plains | 3-F              |
| Norwegian Air Shuttle                                                 | Oslo, Paris–Charles de Gaulle, Stockholm–Arlanda, Barcelona, Copenhagen, Rome–Fiumicino | 4-H              |
| Southwest Airlines                                                    | Albany, Austin, Baltimore, Buffalo, Chicago-Midway, Denver, Hartford, Houston-Hobby, Jacksonville, Kansas City, Las Vegas, Long Island/Islip, Manchester (NH), Nashville, New Orleans, Orlando, Philadelphia, Phoenix, Providence, Raleigh/Durham, St. Louis, Tampa | 1-B              |
| Spirit Airlines                                                       | Aguadilla, Armenia, Aruba, Atlanta, Atlantic City, Bogotá, Boston, Cancún, Cartagena, Charleston (WV), Chicago-O'Hare, Dallas/Fort Worth, Detroit, Guatemala City, Kingston, Las Vegas, Latrobe (PA), Lima, Los Angeles, Managua, Medellin, Montego Bay, Myrtle Beach, Nassau, New York-LaGuardia, Niagara Falls, Orlando, Panama City, Plattsburgh (NY), Port-au-Prince, St. Maarten, St. Thomas, San José de Costa Rica, San Juan, San Pedro Sula, San Salvador (Bahamas), San Salvador, Santiago de los Caballeros, Santo Domingo, Tampa, Toluca Washington-National Theo mùa: Punta Cana | 4-H              |
| Sunwing Airlines                                                      | Theo mùa: Montréal-Trudeau, Toronto-Pearson | 3-F              |
| US Airways                                                            | Charlotte, Philadelphia, Phoenix, Washington-National | 3-E              |
| Virgin America                                                        | Los Angeles, San Francisco | 1-C              |
| Vision Airlines                                                       | Fort Walton Beach, Louisville | 1-B              |
| WestJet                                                               | Montréal-Trudeau, Toronto-Pearson Theo mùa: Halifax, Ottawa, Quebec City | 3-F              |